# Disperis macowanii
Disperis macowanii är en orkidéart som beskrevs av Harry Bolus. Disperis macowanii ingår i släktet Disperis och familjen orkidéer. Inga underarter finns listade i Catalogue of Life.